# The Fabulous Moolah
Mary Lillian Ellison, meglio conosciuta con il ring name The Fabulous Moolah (Contea di Kershaw, 22 luglio 1923 – Columbia, 2 novembre 2007), è stata una wrestler statunitense.
È stata la prima NWA World Women's Champion e WWF Women's Champion di sempre. Il suo primo regno da NWA World Women's Champion, durato 3.650 giorni (dal 17 settembre 1956 al 17 settembre 1966), è il più lungo nella storia del wrestling considerando tutte le federazioni e divisioni mai esistite.
Mary Ellison si sposò già a quattordici anni con un uomo di sette anni più grande di lei e, benché il matrimonio durò solo due anni, la coppia ebbe una figlia di nome Mary. Nonostante le pressioni della famiglia perché restasse a casa ad occuparsi della crescita della figlia, la Ellison decise di intraprendere la carriera di lottatrice professionista. Lottò regolarmente tra la seconda parte degli anni quaranta ed il 1987; in seguito partecipò sporadicamente ad alcuni show e pay-per-view della World Wrestling Federation/Entertainment, senza combattere match ma prendendo parte ad alcuni angle.
Il 24 giugno 1995 divenne la prima donna della storia ad essere inserita nella WWF Hall of Fame.

## Carriera

### Inizi (1940-1950)
Ellison iniziò la sua carriera nel wrestling grazie all'interessamento del marito di Mildred Burke, il promoter Billy Wolfe. Combatté il suo primo match il 26 maggio 1949 contro June Byers alla Boston Arena. Wolfe era noto per la sua abitudine di incoraggiare le lottatrici ad avere rapporti sessuali con lui e gli altri promoter per assicurarsi una buona carriera, ma Ellison si rifiutò sempre di acconsentire a questa pratica. Si innamorò invece del wrestler Johnny Long, ed iniziò una relazione con lui. Long la presentò a Jack Pfefer che le diede il ring name Slave Girl Moolah. All'inizio degli anni cinquanta, Moolah era la valletta di "Nature Boy" Buddy Rogers, e si preoccupava di accompagnarlo sul ring e di assisterlo durante gli incontri. La partnership si ruppe quando Rogers cercò di avere con lei una relazione sessuale. Divenne quindi valletta di Elephant Boy (Tony Olivas). Olivas era messicano, ma aveva la pelle molto scura tanto da farlo sembrare un afroamericano, e ciò creò molto scandalo all'epoca perché Ellison, una donna bianca, lo baciava sulla guancia prima dei match. Durante uno show a Oklahoma City, un uomo, che pensava Olivas fosse un nero, cercò di accoltellare Ellison, colpevole di aver baciato un "negro". Successivamente Moolah lasciò la compagnia di Pfeffer per andare a combattere nella zona di Boston gestita dai promoter Tony Santos e Paul Bowser. Nel 1955, iniziò a lavorare per la Capitol Wrestling Corporation di Vince McMahon Sr.

### Campionessa mondiale (1956-1969)
Il 18 settembre 1956, Moolah sconfisse Judy Grable nel corso di una battle royal femminile a 13 partecipanti aggiudicandosi il vacante titolo World Women's Championship. Non venne subito riconosciuta campionessa nazionale da tutti perché Billy Wolfe, con il quale aveva avuto dei dissidi in carriera, deteneva ancora il controllo della compagnia. Dopo il match, Vince McMahon Sr. coniò il suo nuovo ring name, che divenne The Fabulous Moolah. Successivamente, June Byers sfidò Moolah a un match per il titolo. Durante l'incontro, Moolah dominò la Byers e la sconfisse mantenendo il titolo. Il primo regno di Moolah come campionessa mondiale durò circa una decina d'anni, durante i quali difese con successo la cintura contro molte avversarie, tra le quali Judy Grable e Donna Christanello. In questo periodo, secondo quanto dichiarato dalla stessa Moolah nella sua autobiografia First Goddess of the Squared Circle, strinse amicizia con Elvis Presley e Jerry Lee Lewis.
Quando June Byers nel 1964 si ritirò, Moolah iniziò ad essere considerata la campionessa NWA ufficiale. Il 17 settembre 1966 Moolah perse il titolo contro Bette Boucher, anche se riconquistò la cintura poche settimane dopo. Il 1º luglio 1972, Moolah divenne la prima donna a combattere al Madison Square Garden, in precedenza vietato al wrestling femminile. Inoltre, il successo del personaggio di Moolah aiutò ad abolire il divieto posto sul wrestling femminile nello Stato di New York, che la New York State Athletic Commission abolì di fatto nel giugno 1972. Moolah detenne il titolo per otto anni prima di cederlo a Sue Green al Madison Square Garden nel 1976. Moolah riconquistò il titolo poco tempo dopo. Dopo aver perso la corona per soli due giorni venendo sconfitta da Evelyn Stevens nel 1978, iniziò un altro lungo regno da campionessa per ulteriori sei anni. Sempre negli anni settanta, Moolah detenne anche per due volte il titolo NWA Women's World Tag Team Championship in coppia con Toni Rose.

### Rock 'n' Wrestling Connection (1980)
Nel 1983, Vince McMahon Jr. iniziò ad espandere i confini della World Wrestling Federation (WWF) a livello nazionale, e Moolah gli vendette i diritti sul Women's World Championship da lei detenuti. Moolah accettò di apparire esclusivamente nella WWF, e divenne quindi la prima WWF Women's Champion. L'anno seguente, la cantante Cyndi Lauper iniziò un feud verbale con il manager "Captain" Lou Albano, uno dei "cattivi" della federazione, e ciò portò il wrestling all'attenzione del pubblico mainstream grazie ad una storyline che divenne nota come "Rock 'n' Wrestling Connection". Quando finalmente venne deciso che Lauper e Albano avrebbero dovuto ricomporre le proprie divergenze sul ring, venne fissato un match dove Albano avrebbe fatto da manager a Moolah contro la "protetta" della Lauper, Wendi Richter. The Fabulous Moolah perse l'incontro ed il titolo di campionessa mondiale venendo sconfitta dalla giovane Richter, il 23 luglio 1984 nel main event di The Brawl to End It All, evento trasmesso in diretta da MTV. La WWF dichiarò che questa sconfitta aveva messo fine al regno da campionessa di Fabulous Moolah che era durato ben 28 anni. In realtà i ventotto anni di regno vengono riconosciuti solo dalla WWF; perché Moolah perse il titolo svariate volte tra il 1956 ed il 1978, e la vittoria della Richter mise effettivamente fine ad un regno durato "solo" sette anni.
Dopo la sconfitta subita per mano della Richter, Moolah assoldò Leilani Kai per strappare la cintura alla Richter, cosa che riuscì a fare sconfiggendo Wendi nel febbraio 1985. La Richter rivinse il titolo durante l'edizione inaugurale di WrestleMania, ma ben presto le relazioni tra lei e la WWF andarono deteriorandosi, e Moolah, celandosi dietro una maschera con l'identità di "The Spider Lady", riconquistò la cintura il 25 novembre 1985, nel corso di un match molto controverso. Alla Richter non fu mai detto che avrebbe perso la cintura e fu vittima di un vero e proprio "screwjob" ideato ai suoi danni. Moolah continuò ad essere campionessa per altri due anni, ad eccezione di un breve regno di 6 giorni nel 1986 di Velvet McIntyre durante un tour in Australia, prima di perdere definitivamente il titolo contro Sherri Martel il 24 luglio 1987. Durante la prima edizione del ppv Survivor Series, Moolah capitanò una squadra formata, oltre che da lei, da Velvet McIntyre, Rockin' Robin, e Jumping Bomb Angels, sconfiggendo la campionessa Martel e la sua squadra (Leilani Kai, Judy Martin, Donna Christanello, e Dawn Marie).

### Semi-ritiro

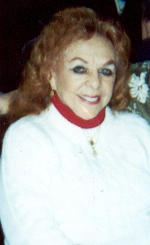
Moolah nel 2001

Negli anni novanta, Moolah fece delle apparizioni durante gli show della WWF in qualità di ospite o commentatrice. Il 24 giugno 1995, fu la prima donna ad essere ammessa nella WWF Hall of Fame. Sul finire degli anni novanta, Pat Patterson e Moolah iniziarono a discutere per scherzo di un suo possibile ritorno sul ring, e Patterson contattò Vince McMahon parlandogli di questa possibilità. Nel 1998, Moolah e Mae Young, entrambe in età molto avanzata, riapparvero in WWF (poco tempo dopo ribattezzata World Wrestling Entertainment, WWE). La divisione femminile WWF, tuttavia, era profondamente cambiata rispetto ai loro tempi, e si basava più sull'aspetto fisico sexy delle lottatrici che sulle loro reali abilità sul ring.
Il 9 settembre 1999, durante una puntata di SmackDown!, Jeff Jarrett invitò Moolah, 76 anni, a salire sul ring e le sfasciò in testa una chitarra. Moolah e Young allora iniziarono ad apparire regolarmente negli show in siparietti comici. Il 27 settembre 1999 a Raw, Moolah e Young sconfissero Ivory in un Handicap Evening Gown Match, che portò ad un match titolato a No Mercy il 17 ottobre 1999. L'incontro vide la settantaseienne Moolah battere Ivory e riconquistare la cintura di WWE Women's Championship, che però perse solo otto giorni dopo riconsegnandola ad Ivory.
Il 15 settembre 2003, durante una puntata di Raw, Moolah vinse un match contro Victoria. A Moolah era stato promesso un match per il suo ottantesimo compleanno, e così divenne la prima ottuagenaria a combattere su un ring della WWE. Dopo la vittoria di Moolah, il "Legend Killer" Randy Orton eseguì su di lei la sua mossa finale RKO. Nel 2006 Moolah e Young fecero un'altra apparizione a New Year's Revolution, durante un Bra and Panties Gauntlet Match attaccando Victoria e strappandole di dosso il top. Dopo una breve apparizione a WrestleMania 23, l'ultima apparizione di Moolah in WWE ebbe luogo a SummerSlam nell'agosto 2007, in un segmento nel backstage insieme a Mr. McMahon e al General Manager di Raw William Regal.

## Morte

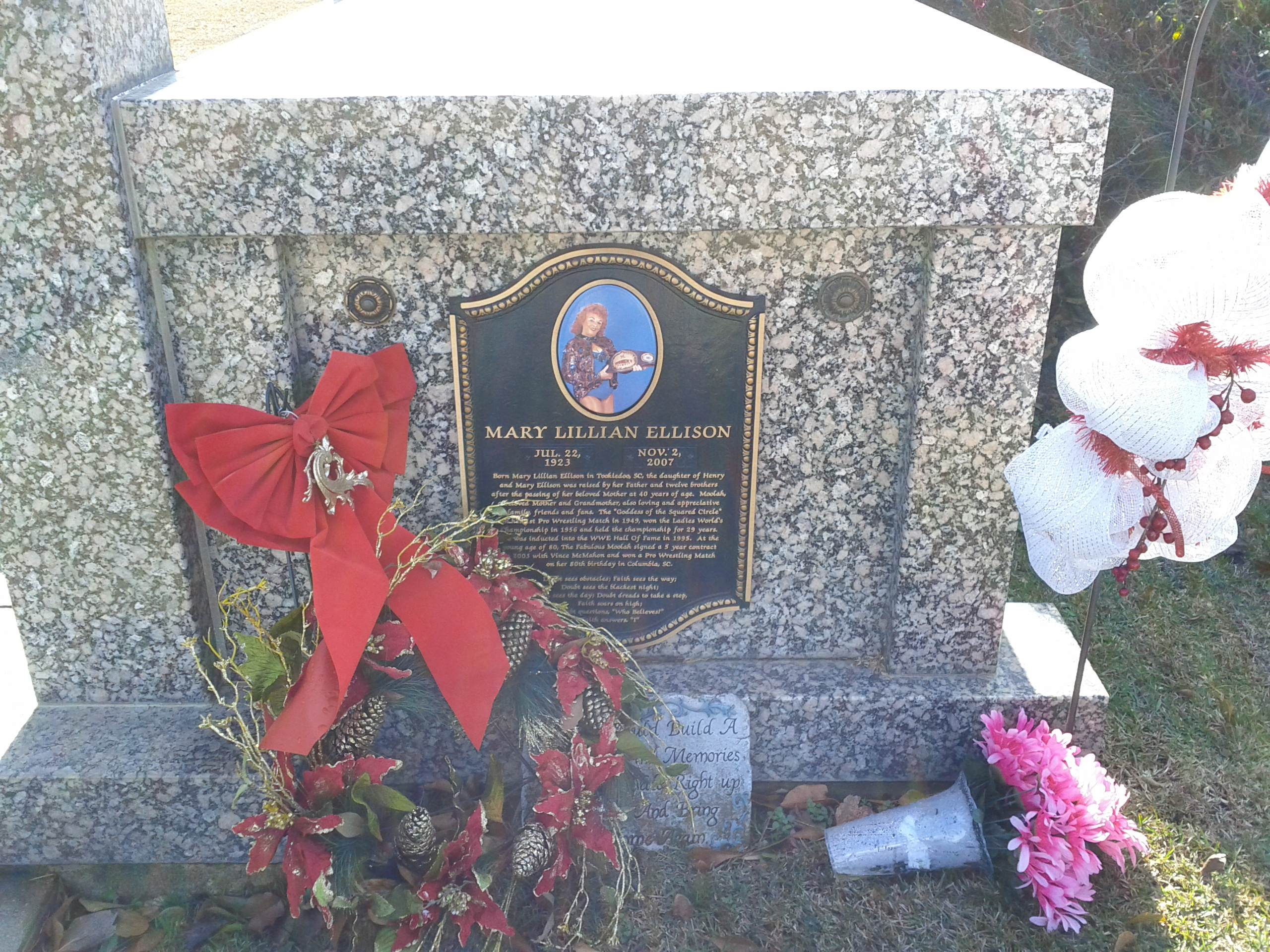
La tomba di Mary Lillian Ellison, "The Fabulous Moolah".

Muore il 2 novembre 2007 all'età di 84 anni, si suppone per un attacco cardiaco o un coagulo di sangue in seguito ad un intervento alla spalla.
È sepolta presso il Greenlawn Memorial Park di Columbia, Carolina del Sud.

## Controversie
Nonostante Mary Lillian Ellison fosse sempre stata ricordata come una grande lottatrice e un'icona femminile per tale sport, nascondeva un lato oscuro. Il 25 novembre 1985, nel corso di un live event, la Moolah (travestita come "The Spider Lady") sconfisse Wendi Richter grazie anche ad un conteggio di due dell'arbitro, conquistando così il WWF Women's Championship; questo, infatti, è da ritenersi a tutti gli effetti lo screwjob originale, addirittura dodici anni prima del ben più famoso screwjob di Montréal fra Bret Hart e Shawn Michaels. Prima di tutto questo, inoltre, era risaputo che Moolah avesse acquistato i diritti della cintura femminile, che sin dal suo primo regno nel 1956 durò 10.170 giorni (ovvero ventotto anni), rendendolo il più lungo regno titolato di sempre.
Oltre a questo, a posteriori ci sono state anche delle accuse riguardo al modo in cui Moolah gestì la sua scuola di wrestling; infatti, non solo non si sarebbe minimamente occupata di allenare le sue allieve, ma avrebbe esercitato una pressione quasi criminale su coloro le quali si fossero indebitate con lei. Oltre a questo, si riteneva che costringesse le sue allieve a prostituirsi ai promoter dell'epoca per ricavarne vantaggi economici, con l'aggravante che spesso si trattava di prostituzione minorile; tra queste, il caso più famoso è quello di "Sweet" Georgia Brown, la cui figlia riferì anni dopo delle violenze subite dalla madre, la quale sarebbe stata drogata e ripetutamente violentata, presumibilmente dal marito della stessa Moolah.
Tuttavia, vari ex colleghi parlarono in sua difesa. Il wrestler Shane Douglas disse di non avere sentito mai parlare male di Moolah durante la sua carriera. L'ex lottatrice Beverly Shade difese Moolah, dichiarando: «Moolah non era quel tipo di persona». Anche Jerry Lawler parlò bene di lei ribadendo di non avere mai sentito o visto nulla di negativo circa Moolah e le sue ragazze. Bruce Prichard disse che l'unica cosa negativa che aveva sentito sul conto di Moolah era che "prendeva una percentuale sui guadagni delle sue protette, fin dal primo giorno di allenamento".
Nella puntata di Raw del 12 marzo 2018 la WWE annunciò che, a WrestleMania 34, avrebbe avuto luogo una Battle Royal dedicata alla memoria di Fabulous Moolah. Questo portò alla reazione negativa dei fan i quali, consci delle controversie legate al passato della Moolah, protestarono molto animatamente riempiendo di commenti negativi e di "non mi piace" il video dell'annuncio di tale Battle Royal caricato dalla WWE sul proprio canale YouTube. Per questo motivo, successivamente, tramite il suo account Twitter, Stephanie McMahon annunciò che la Battle Royal femminile di WrestleMania 34 sarebbe stata rinominata genericamente WrestleMania Women's Battle Royal, cancellando dunque ogni riferimento a Fabulous Moolah.
Nel 2019 un episodio della docuserie Dark Side of the Ring prese in esame le accuse che circondano la sua controversa figura.

## Personaggio

### Mosse finali
- Backbreaker
- Schoolboy
- Small package

### Manager
- Harvey Wippleman
- Lou Albano

### Wrestler assistiti
- Buddy Rogers
- The Elephant Boy
- Mae Young

## Titoli e riconoscimenti
- Cauliflower Alley Club
  - Ladies Wrestling Award (1997)[37]
- National Wrestling Alliance
  - NWA Women's World Tag Team Championship (2) – con Toni Rose[38]
  - NWA World Women's Championship (5)[39]
  - NWA Hall of Fame (classe del 2012)[40]
- Pro Wrestling Illustrated
  - Stanley Weston Award (1991)[41]
- Professional Wrestling Hall of Fame and Museum
  - Classe del 2003[42]
- World Wrestling Federation
  - WWF Women's Championship (4)
  - WWF Hall of Fame (classe del 1995)
- Wrestling Observer Newsletter
  - Worst Match of the Year (1984) - vs. Wendi Richter il 23 luglio
- Altri riconoscimenti
  - JWPA Women's Championship[39]
  - USA Women's Wrestling Championship[43]
  - Women's World Junior Heavyweight Championship